# British International Pictures
British International Pictures (BIP) est une société britannique de production et de distribution de films pour le cinéma, active de 1927 à 1970.

## Historique
La société est créée en 1927 par un ancien solliciteur écossais, John Maxwell, après l'acquisition des British National Studios (en) et des studios d'Elstree. Après avoir fusionné avec le circuit de cinémas Associated British Cinemas, il renomme l'entreprise "British International Pictures". Parmi ses premières productions, certains des premiers films d'Alfred Hitchcock, dont Chantage (1929), considéré généralement comme le premier film parlant britannique.
Sous la direction de Maxwell, l'entreprise prospère et rachète en 1937 British Pathé. Elle change alors son nom en Associated British Picture Corporation (ABPC). Après la mort de Maxwell en 1940, sa veuve vend un grand nombre d'actions à Warner Bros., la famille en gardant cependant la majorité.
Pendant les années 1960, l'entreprise décline et Seven Arts Productions, les nouveaux propriétaires de Warner, se débarrassent d'ABPC, racheté en 1969 par EMI.

## Filmographie

### British International Pictures
- 1927 : Le Ring de Alfred Hitchcock
- 1927 : The Silver Lining (en) de Thomas Bentley
- 1927 : Poppies of Flanders (en) de Arthur Maude
- 1928 : Toni de Arthur Maude
- 1928 : Moulin Rouge de Ewald André Dupont
- 1928 : Tommy Atkins (en) de Norman Walker (en)
- 1928 : Tesha (en) de Victor Saville
- 1928 : Emerald of the East (en) de Jean de Kuharski
- 1928 : The White Sheik (en) de Harley Knoles
- 1928 : Not Quite a Lady (en) de Thomas Bentley
- 1928 : Paradise (en) de Denison Clift
- 1928 : Weekend Wives (en) de Harry Lachman
- 1928 : Adam's Apple (en) de Tim Whelan
- 1928 : Laquelle des trois ? de Alfred Hitchcock
- 1928 : Champagne de Alfred Hitchcock
- 1928 : Cocktails (en) de Monty Banks
- 1928 : Widecombe Fair (en) de Norman Walker (en)
- 1928 : A Little Bit of Fluff de Jess Robbins
- 1929 : Up the Poll de R. E. Jeffrey
- 1929 : Kitty (en) de Victor Saville
- 1929 : A Song or Two de R. E. Jeffrey
- 1929 : Me and the Boys de Victor Saville
- 1929 : Odd Numbers de R. E. Jeffrey
- 1929 : Black and White de R. E. Jeffrey
- 1929 : Jazztime de R. E. Jeffrey
- 1929 : Atlantic de Ewald André Dupont
- 1929 : Memories de R. E. Jeffrey
- 1929 : Alf's Carpet de W. P. Kellino
- 1929 : High Seas (en) de Denison Clift
- 1929 : The Manxman de Alfred Hitchcock
- 1929 : The Informer de Arthur Robison
- 1929 : Chantage de Alfred Hitchcock
- 1929 : An Old World Garden de R. E. Jeffrey
- 1929 : Pot-Pourri de R. E. Jeffrey
- 1929 : The Hate Ship de Norman Walker (en)
- 1929 : Piccadilly de Ewald André Dupont
- 1929 : Chelsea Nights de R. E. Jeffrey
- 1929 : Musical Medley de R. E. Jeffrey
- 1929 : Notes and Notions de R. E. Jeffrey
- 1929 : An Arabian Knight de R. E. Jeffrey
- 1929 : Harmony Heaven de Thomas Bentley
- 1929 : Those Who Love de Manning Haynes
- 1929 : Musical Moments de R. E. Jeffrey
- 1929 : The Plaything de Castleton Knight
- 1929 : Alpine Melodies de R. E. Jeffrey
- 1929 : The Vagabond Queen de Geza Von Bolvary
- 1929 : Lily of Killarney de George Ridgwell
- 1929 : Junon et le Paon de Alfred Hitchcock
- 1929 : White Cargo de J. B. Williams
- 1929 : The Flying Scotsman de Castleton Knight
- 1929 : Under the Greenwood Tree de Harry Lachman
- 1929 : Song-Copation de R. E. Jeffrey
- 1929 : The American Prisoner de Thomas Bentley
- 1929 : A Romance of Seville de Norman Walker (en)
- 1930 : Young Woodley (en) de Thomas Bentley
- 1930 : Loose Ends de Norman Walker (en)
- 1930 : Meurtre de Alfred Hitchcock
- 1930 : Night Birds de Richard Eichberg
- 1930 : Suspense (en) de Walter Summers
- 1930 : The Middle Watch de Norman Walker (en)
- 1930 : Tell Tales de R. E. Jeffrey
- 1930 : O.K. Chief de Bernard Mainwaring
- 1930 : Two Worlds de Ewald André Dupont
- 1930 : The Love Habit de Harry Lachman
- 1930 : We Take off Our Hats de Harry Hughes
- 1930 : The Flame of Love de Walter Summers
- 1930 : Choral Cameos de R. E. Jeffrey
- 1930 : The Black Hand Gang de Monty Banks
- 1930 : Tam O'Shanter de R. E. Jeffrey
- 1930 : The Yellow Mask de Harry Lachman
- 1930 : The "W" Plan de Victor Saville
- 1930 : Song of Soho de Harry Lachman
- 1930 : Goodbye to All That de R. E. Jeffrey
- 1930 : The Jolly Farmers de R. E. Jeffrey
- 1930 : Raise the Roof de Walter Summers
- 1930 : Cape Forlorn de E. A. Dupont
- 1930 : A Feast of Harmony de R. E. Jeffrey
- 1930 : Realities de Bernard Mainwaring
- 1930 : Kiss Me Sergeant de Monty Banks
- 1930 : Young Woodley de Thomas Bentley
- 1930 : An Elastic Affair de Alfred Hitchcock
- 1930 : Claude Deputises de R. E. Jeffrey
- 1930 : Why Sailors Leave Home de Monty Banks
- 1930 :  Almost a Honeymoon (en) de Monty Banks
- 1930 : Elstree Calling de Alfred Hitchcock
- 1930 : Children of Chance de Alexander Esway
- 1930 : Not so Quiet on the Western Front de Monty Banks
- 1930 : The Compulsory Husband de Monty Banks
- 1930 : Compromising Daphne de Thomas Bentley
- 1931 : The Skin Game de Alfred Hitchcock
- 1931 : Bill and Coo de John Orton
- 1931 : Love Lies de Lupino Lane
- 1931 : Out of the Blue (en) de Gene Gerrard
- 1931 : Poor Old Bill de Monty Banks
- 1931 : The Man at Six de Harry Hughes
- 1931 : Glamour (en) de Seymour Hicks
- 1931 : The Lame Duck de Bernard Mainwaring
- 1931 : Dr. Josser K.C. de Norman Lee
- 1931 : Dreyfus (en) de F. W. Kraemer
- 1931 : Men Like These de Walter Summers
- 1931 : Gypsy Blood de Cecil Lewis
- 1931 : The Flying Fool de Walter Summers
- 1931 : Uneasy Virtue de Norman Walker (en)
- 1931 : The Shadow Between de Norman Walker (en)
- 1931 : What a Night (en) de Monty Banks
- 1931 : Keepers of Youth de Thomas Bentley
- 1931 : Nacht Bummler de Richard Eichberg
- 1931 : Cupboard Love de Bernard Mainwaring
- 1931 : My Wife's Family de Monty Banks
- 1931 : Hobson's Choice (en) de Thomas Bentley
- 1931 : The Perfect Lady de Milton Rosmer
- 1931 : The House Opposite de Walter Summers
- 1931 : Creeping Shadows de John Orton
- 1931 : À l'est de Shanghaï d'Alfred Hitchcock
- 1931 : How He Lied to Her Husband de Cecil Lewis
- 1931 : Shadows d'Alexander Esway
- 1931 : The Woman Between de Miles Mander
- 1931 : Old Soldiers Never Die de Monty Banks
- 1931 : Potiphar's Wife de Maurice Elvey
- 1931 : Mary de Alfred Hitchcock
- 1932 : Tin Gods de F. W. Kraemer
- 1932 : Lucky Girl de Gene Gerrard
- 1932 : Josser on the River de Norman Lee
- 1932 : Money Talks de Norman Lee
- 1932 : Arms and the Man de Cecil Lewis
- 1932 : The Changing Year de Mary Field
- 1932 : Fires of Fate de Norman Walker (en)
- 1932 : The Strangler de Norman Lee
- 1932 : For the Love of Mike de Monty Banks
- 1932 : Dual Control de Walter Summers
- 1932 : The Last Coupon de Thomas Bentley
- 1932 : Josser in the Army de Norman Lee
- 1932 : The Bad Companions de John Orton
- 1932 : His Wife's Mother de Harry Hughes
- 1932 : Money for Nothing de Monty Banks
- 1932 : Pyjamas Preferred de Val Valentine
- 1932 : Let Me Explain Dear de Gene Gerrard
- 1932 : Brother Alfred de Henry Edwards
- 1932 : Josser Joins the Navy de Norman Lee
- 1932 : After Office Hours de Thomas Bentley
- 1932 : Strip, Strip, Hooray! de Norman Lee
- 1932 : Bachelor's Baby de Harry Hughes
- 1932 : Lord Camber's Ladies de Benn W. Levy
- 1932 : Tonight's the Night (en) de Monty Banks
- 1932 : Numéro dix-sept de Alfred Hitchcock
- 1932 : The Maid of the Mountains de Lupino Lane
- 1932 : Sleepless Nights de Thomas Bentley
- 1932 : Mr. Bill the Conqueror de Norman Walker (en)
- 1932 : Old Spanish Customers de Lupino Lane
- 1932 : The Innocents of Chicago de Lupino Lane
- 1932 : Indiscretions of Eve de Cecil Lewis
- 1933 : I Spy de Allan Dwan
- 1933 : The Love Nest de Thomas Bentley
- 1933 : Leave it to Me de Monty Banks
- 1933 : The Song You Gave Me de Paul L. Stein
- 1933 : Meet My Sister de John Daumery
- 1933 : You Made Me Love You de Monty Banks
- 1933 : Crime on the Hill de Bernard Vorhaus
- 1933 : Heads We Go de Monty Banks
- 1933 : Radio Parade de Archie De Bear
- 1933 : Their Night Out de Harry Hughes
- 1933 : The Pride of the Force de Norman Lee
- 1933 : Timbuctoo de Walter Summers
- 1933 : Facing the Music de Harry Hughes
- 1933 : My Old Duchess de Lupino Lane
- 1933 : A Southern Maid de Harry Hughes
- 1933 : Hawleys of High Street de Thomas Bentley
- 1933 : Letting in the Sunshine de Lupino Lane
- 1933 : On Secret Service (en) de Arthur Woods
- 1933 : Happy (en) de Friedrich Zelnik
- 1933 : Happy (en) de Friedrich Zelnik
- 1934 : Radio Parade of 1935 de Arthur Woods
- 1934 : Bagged de John Harlow
- 1934 : Wishes de W. P. Kellino
- 1934 : Master and Man de John Harlow
- 1934 : The Outcast (en) de Norman Lee
- 1934 : The Warren Case de Walter Summers
- 1934 : Give Her a Ring de Arthur Woods
- 1934 : Girls Will Be Boys de Marcel Varnel
- 1934 : Lost in the Legion de Fred Newmeyer
- 1934 : Red Wagon de Paul L. Stein
- 1934 : Over the Garden Wall de John Daumery
- 1934 : Freedom of the Seas (en) de Marcel Varnel
- 1934 : Mister Cinders de Friedrich Zelnik
- 1934 : Those Were the Days (en) de Thomas Bentley
- 1934 : There Goes Susie de John Stafford
- 1934 : The Luck of a Sailor de Robert Milton
- 1934 : What Happened Then de Walter Summers
- 1934 : Doctor's Orders de Norman Lee
- 1934 : The Great Defender de Thomas Bentley
- 1934 : A Political Party de Norman Lee
- 1934 : Love at Second Sight de Paul Merzbach
- 1934 : Sometimes Good de W. P. Kellino
- 1934 : The Old Curiosity Shop (en) de Thomas Bentley
- 1934 : Blossom Time de Paul L. Stein
- 1934 : The Scotland Yard Mystery de Thomas Bentley
- 1934 : The Return of Bulldog Drummond de Walter Summers
- 1935 : It's a Bet de Alexander Esway
- 1935 : Dandy Dick de William Beaudine
- 1935 : Mimi de Paul L. Stein
- 1935 : Honours Easy de Herbert Brenon
- 1935 : The Student's Romance de Otto Kanturek
- 1935 : Dance Band de Marcel Varnel
- 1935 : Abdul the Damned de Karl Grune
- 1935 : Music Hath Charms de Thomas Bentley
- 1935 : Heart's Desire de Paul L. Stein
- 1935 : I Give My Heart de Marcel Varnel
- 1935 : McGlusky the Sea Rover de Walter Summers
- 1935 : Royal Cavalcade de Herbert Brenon
- 1935 : Invitation to the Waltz de Paul Merzbach
- 1935 : Drake of England de Arthur Woods
- 1936 : Once in a Million de Arthur Woods
- 1936 : The Tenth Man de Brian Desmond Hurst
- 1936 : Living Dangerously de Herbert Brenon
- 1936 : Sensation (en) de Brian Desmond Hurst
- 1936 : Someone at the Door de Herbert Brenon
- 1936 : A Star Fell from Heaven de Paul Merzbach
- 1936 : This'll Make You Whistle de Herbert Wilcox
- 1937 : Aren't Men Beasts! de Graham Cutts
- 1937 : Glamorous Night de Brian Desmond Hurst
- 1937 : The Dominant Sex de Herbert Brenon
- 1937 : Bulldog Drummond at Bay de Norman Lee

### Associated British Picture Corporation
- 1936 : Sensation (en) de Brian Desmond Hurst
- 1937 : Aren't Men Beasts! de Graham Cutts
- 1937 : The Dominant Sex de Herbert Brenon
- 1937 : The Street Singer de Jean De Marguenat
- 1937 : The Vicar of Bray de Henry Edwards
- 1937 : Spring Handicap de Herbert Brenon
- 1937 : Please Teacher (en) de Stafford Dickens (en)
- 1937 : Glamorous Night de Brian Desmond Hurst
- 1937 : Les Mutinés de l'Elseneur (en) de Roy Lockwood (en)
- 1937 : Bulldog Drummond at Bay de Norman Lee
- 1937 : Silver Blaze de Thomas Bentley
- 1937 : Let's Make a Night of it de Graham Cutts
- 1937 : Clothes and the Woman de Albert de Courville
- 1938 : Meet Mr. Penny de David MacDonald
- 1938 : My Irish Molly de Alex Bryce (en)
- 1938 : Hold My Hand (en) de Thornton Freeland
- 1938 : Jane Steps Out de Paul L. Stein
- 1938 : The Terror de Richard Bird (en)
- 1938 : Oh Boy! de Albert de Courville
- 1938 : Dead Men Tell no Tales de David MacDonald
- 1938 : Yellow Sands de Herbert Brenon
- 1938 : Marigold (en) de Thomas Bentley
- 1938 : Mr. Reeder in Room 13 de Norman Lee
- 1938 : Luck of the Navy de Norman Lee
- 1938 : Queer Cargo de Harold Schuster
- 1938 : Premiere (en) de Walter Summers
- 1938 : Lassie from Lancashire de John Paddy Carstairs
- 1938 : Black Limelight de Paul L. Stein
- 1938 : Vessel of Wrath de Erich Pommer
- 1938 : Star of the Circus de Albert De Courville
- 1938 : St. Martin's Lane de Tim Whelan
- 1939 : Just Like a Woman (en) de Paul L. Stein
- 1939 : Lucky to Me de Thomas Bentley
- 1939 : Poison Pen (en) de Paul L. Stein
- 1939 : Spies of the Air de David Macdonald
- 1939 : Just William de Graham Cutts
- 1939 : The Outsider de Paul L. Stein
- 1939 : Black Eyes (en) de Herbert Brenon
- 1939 : The Middle Watch de Thomas Bentley
- 1939 : Murder in Soho de Norman Lee
- 1939 : She Couldn't Say No de Graham Cutts
- 1939 : Hell's Cargo de Harold Huth
- 1939 : At the Villa Rose de Walter Summers
- 1939 : L'Auberge de la Jamaïque (Jamaica Inn) d'Alfred Hitchcock
- 1939 : The Gang's all Here de Thornton Freeland
- 1939 : East of Piccadilly de Harold Huth
- 1940 : Dead Man's Shoes (en) de Thomas Bentley
- 1940 : The Flying Squad de Herbert Brenon
- 1940 : The House of the Arrow de Harold French
- 1940 : Bulldog Sees it Through de Harold Huth
- 1941 : Banana Ridge de Walter C. Mycroft (en)
- 1941 : My Wife's Family de Walter C. Mycroft (en)
- 1941 : The Farmer's Wife (en) de Norman Lee
- 1941 : The Tower of Terror de Lawrence Huntington
- 1941 : Spring Meeting de Walter C. Mycroft (en)
- 1942 : The Night Has Eyes de Leslie Arliss
- 1942 : Women Aren't Angels de Lawrence Huntington
- 1942 : Suspected Person de Lawrence Huntington
- 1943 : Warn That Man de Lawrence Huntington
- 1943 : Thursday's Child de Rodney Ackland (en)
- 1944 : It Happened one Sunday de Karel Lamač
- 1945 : The Man from Morocco de Max Greene
- 1945 : I Live in Grosvenor Square de Herbert Wilcox
- 1946 : Quiet Weekend de Harold French
- 1946 : Night Boat to Dublin de Lawrence Huntington
- 1946 : Piccadilly Incident de Herbert Wilcox
- 1947 : Brighton Rock (en) de John Boulting
- 1948 : Bond Street (en) de Gordon Parry
- 1948 : My Brother Jonathan de Harold French
- 1949 : Man on the Run de Lawrence Huntington
- 1949 : texte=Landfall de Ken Annakin
- 1949 : Le Dernier Voyage (The Hasty Heart) de Vincent Sherman
- 1949 : The Queen of Spades de Thorold Dickinson
- 1949 : For Them that Trespass de Alberto Cavalcanti
- 1950 : Vacances sur ordonnance (Last Holiday) de Henry Cass
- 1950 : Guilt is my Shadow de Roy Kellino
- 1950 : The Dancing Years de Harold French
- 1950 : Portrait of Clare de Lance Comfort
- 1950 : No Place for Jennifer de Henry Cass
- 1950 : Murder Without Crime de J. Lee Thompson
- 1951 : Young Wives' Tale de Henry Cass
- 1951 : Talk of a Million de John Paddy Carstairs
- 1951 : The Franchise Affair de Lawrence Huntington
- 1952 : Vingt-quatre heures de la vie d'une femme (en) de Victor Saville
- 1953 : The House of the Arrow de Michael Anderson
- 1953 : Valley of Song de Gilbert Gunn
- 1953 : The Good Beginning de Gilbert Gunn
- 1953 : Will Any Gentleman de Michael Anderson
- 1953 : The Weak and the Wicked de J. Lee Thompson
- 1953 : Isn't Life Wonderful! de Harold French
- 1955 : Les Briseurs de barrages (The Dam Busters) de Michael Anderson
- 1957 : No Time for Tears de Cyril Frankel
- 1957 : The Good Companions de J. Lee Thompson
- 1958 : Girls at Sea de Gilbert Gunn
- 1958 : Ice Cold in Alex de J. Lee Thompson
- 1958 : The Moonraker de David MacDonald
- 1959 : The Dawn Killer de Donald Taylor
- 1959 : Operation Bullshine de Gilbert Gunn
- 1960 : The Rebel de Robert Day
- 1960 : Sands of the Desert de John Paddy Carstairs
- 1960 : Moment of Danger de Laslo Benedek
- 1961 : Don't Bother to Knock de Cyril Frankel
- 1961 : The Young Ones de Sidney J. Furie
- 1961 : Petticoat Pirates de David MacDonald
- 1962 : Go to Blazes de Michael Truman (en)
- 1962 : The Pot Carriers de Peter Graham Scott
- 1963 : Tamahine de Philip Leacock
- 1963 : The Cracksman de Peter Graham Scott
- 1963 : Crooks in Cloisters de Jeremy Summers
- 1967 : Mister Ten Percent de Peter Graham Scott

## Sources
- Lou Alexander, Associated British Picture Corporation (1933-1970) sur Screenonline

- (en) Cet article est partiellement ou en totalité issu de l’article de Wikipédia en anglais intitulé « Associated British Picture Corporation » (voir la liste des auteurs).